# Бикока Нуова (Болоња)
Бикока Нуова је насеље у Италији у округу Болоња, региону Емилија-Ромања.
Према процени из 2011. у насељу је живело 32 становника. Насеље се налази на надморској висини од 25 м.